# Stenus angustus
Stenus angustus är en skalbaggsart som beskrevs av Thomas Casey. Stenus angustus ingår i släktet Stenus och familjen kortvingar. Inga underarter finns listade i Catalogue of Life.